# Renata Voss
Renata Geertruida Katharina (Renata) Voss (Heerenveen, 3 april 1963) is een Nederlands bestuurder, topambtenaar en was griffier van de Tweede Kamer der Staten-Generaal.

## Biografie

### Overheidsfuncties[2]
In 1986 was Voss ambtenaar op de afdeling onderwijs van de gemeente Hillegom en van 1989 tot 1992 werkte ze op de directie Wetgeving en Juridische Zaken van het Ministerie van Onderwijs, Cultuur en Wetenschap. Hierna was ze tot 1994 coördinator wetgeving, directie Wetgeving en Juridische Zaken en vervolgens tot 2000 plaatsvervangend directeur Wetgeving en Juridische Zaken op hetzelfde ministerie. In 2000 werd ze directeur Wetgeving en Juridische Zaken en vervolgens van 2002 tot 2004 directeur projectdirectie Rekenschap op het Ministerie van OCW.
Van 2004 tot 2009 was Voss hoofdinspecteur Beroepsonderwijs en Volwasseneneducatie bij de Onderwijsinspectie en vanaf 2008 ook hoofdinspecteur Hoger Onderwijs.

### Griffier
In 2015 werd ze opvolgend griffier van de Tweede Kamer der Staten-Generaal en op 1 september 2015 werd ze griffier, de hoogste ambtenaar binnen de Tweede Kamer en eerste adviseur van de voorzitter van de Tweede Kamer. In juni 2017 werd bekend dat Voss per 1 augustus al zou vertrekken als griffier, en een bestuursfunctie in het onderwijs aanvaard had. In haar functie als griffier had ze een sleutelrol bij de interne reorganisatie die plaatsvond. Ze vertrok na conflicten met de Kamervoorzitter.

### Andere functies
Voss was van 1986 tot 1989 hoofd van de redactionele afdeling van Uitgeverij Samsom. Van 2009 tot 2015 was ze werkzaam op het Albeda College in Rotterdam, eerst als lid van het College van Bestuur en vanaf 2014 als waarnemend voorzitter. Op 1 augustus 2017 werd Voss lid van het college van bestuur van Stichting BOOR, op 1 mei 2022 werd zij er voorzitter van.

## Voetnoten en referenties
1. 1 2  Mr. R.G.K. (Renata) Voss. www.parlement.com. Geraadpleegd op 7 juni 2017.
2. ↑  Tweede Kamer der Staten-Generaal, Griffier. www.tweedekamer.nl (27 juni 2006). Geraadpleegd op 7 juni 2017.
3. ↑  Renata Voss in functie getreden als griffier Tweede Kamer. www.parlement.com. Geraadpleegd op 7 juni 2017.
4. ↑  Hoogste ambtenaar Kamer vertrekt. Geraadpleegd op 7 juni 2017.
5. 1 2  Griffier Tweede Kamer vertrekt na conflict met Arib. nrc.nl. Geraadpleegd op 7 juni 2017.
6. ↑  Tweede Kamer der Staten-Generaal, Griffier Renata Voss voorgedragen voor bestuursfunctie in Rotterdams openbaar onderwijs. www.tweedekamer.nl (7 juni 2017). Geraadpleegd op 7 juni 2017.
7. ↑  Leonie de Bruin, ‘Door samenwerking bereiken we meer'. Stichting Boor (3 oktober 2017). Gearchiveerd op 19 april 2023. Geraadpleegd op 19 april 2023.
8. ↑  Renata Voss gestart als nieuwe voorzitter college van bestuur BOOR. Stichting Boor (1 mei 2022). Gearchiveerd op 19 april 2023. Geraadpleegd op 19 april 2023.